# Opius mujenjensis
Opius mujenjensis är en stekelart som beskrevs av Fischer 1963. Opius mujenjensis ingår i släktet Opius och familjen bracksteklar. Inga underarter finns listade i Catalogue of Life.